# Civil Olydnad (musikgrupp)
Civil olydnad är ett punk- & hardcore-band från Göteborg. Bandet framför samhällskritiska texter med snabb musik influerad av framförallt svenska och brasilianska punkband.

## Historia
Civil olydnad bildades 2004 i Angered, och släppte sin debutskiva Våld mot Tjänsteman år 2005 under eget bolag.  2007 signades bandet av Buzzbox Records som året därpå släppte mini-CD:n Europas Undergång. Efter många spelningar i Sverige och några i Danmark bokades 2009 en fem veckor lång Brasilienturné, med spelningar i bland annat São Paulo, Brasília och Amazonas. Efter turnén fokuserade bandet på nytt material och spelade 2010 in 8 nya låtar i studion på Storan i Göteborg, men missnöje med ljudbilden ledde till att skivan aldrig släpptes. Civil olydnad kom att läggas på is och förblev inaktivt - ett par spelningar undantaget - tills 2012, då sju av de åtta skrivna låtarna spelades in på nytt i studion Evil Grill. Då Buzzbox Records inte var intresserade av att släppa på vinyl beslöt sig bandet för att återuppliva Civil Records och släppa skivan själva, vilket resulterade i en 7-tumsvinyl samt en limiterad CD-upplaga som lanserades den 15 december 2012. Bandet är i dagsläget aktivt och håller enligt Facebook-sidan på att skriva ännu en EP.

## Bandmedlemmar
- Jonatan "Jonte" Palmblad - sång & elgitarr
- Hannes Waernelius - elbas & sång
- Eli Hedman - trummor
- Petter Mossberg - elgitarr & sång

### Tidigare medlemmar
- Linus "Siken" Sikström - elgitarr & sång
- Oskar Cresso - elgitarr
- Mikael Andersson - elgitarr
- Daniel Olsson - elbas

## Diskografi
- 2005 - Våld mot Tjänsteman (CD)
- 2008 - Europas Undergång (CD & kassett)
- 2012 - Civil Olydnad (EP & CD)
- 2020 - Kollektivt självmord (split EP med bandet Giftigt Avfall)

### Samlingar
- 2008 - Inför ett sådant argument måste jag naturligtvis böja mig (Dödscell)
- 2009 - Samling vid punken #4 (Svart Blod)